# Jan Kamerbeek jr.
Jan Kamerbeek jr. (Rotterdam, 11 november 1905 – Amsterdam, 8 augustus 1977) was een Nederlandse auteur en hoogleraar literatuurwetenschap aan de Gemeentelijke Universiteit Amsterdam.  Hij publiceerde vooral over Franse en Nederlandse literatuur.

## Persoonlijk leven en opleiding
Jan Kamerbeek jr. was de zoon van Jan Kamerbeek en Grietje de Lange. Jan jr. had een broer en een zus. Zijn broer Jan Coenraad Kamerbeek, de latere hoogleraar Grieks, was twee jaar jonger. In 1940 trouwde Kamerbeek met Willy Koelewijn. Na een HBS-opleiding deed hij in 1923 staatsexamen gymnasium-α. Hij studeerde Nederlands aan de Rijksuniversiteit Utrecht bij prof. C.G.N. de Vooys. Na zijn doctoraalexamen studeerde Kamerbeek vervolgens (in 1929-1930) in Keulen, Bonn en Parijs.

## Werk
Kamerbeek werd na zijn studie docent Nederlands en geschiedenis op een zestal middelbare scholen: aan het Stedelijk Gymnasium Leiden en aan scholen in Amsterdam, Bilthoven, Tiel, Deventer en Ede. Vanaf ca. 1950 publiceerde hij ook artikelen en boeken over diverse literaire en historische onderwerpen: over Leopold, Huizinga, Proust, Dilthey en vele anderen. Kamerbeeks Utrechtse proefschrift Albert Verwey en het nieuwe classicisme verscheen pas in 1966, en nog in hetzelfde jaar werd hij benoemd tot hoogleraar algemene en vergelijkende literatuurwetenschap in Amsterdam. Kamerbeek publiceerde ook in Duitse en Franse vaktijdschriften, en was actief op cultureel gebied. Wegens zijn verdiensten op dat terrein kreeg hij in  april 1968 De Gulden Adelaar, de culturele prijs van de stad Deventer, uitgereikt.

## Enkele publicaties van Jan Kamerbeek jr.
- J. Kamerbeek: Creatieve wedijver. Vier historisch-critische opstellen. Amsterdam, 1962
- J. Kamerbeek: Tenants et aboutissants de la notion "couleur locale" . Utrecht, 1962
- Jan Kamerbeek jr.: Albert Verwey en het nieuwe classicisme. De richting van de hedendaagsche poëzie in zijn internationale context. Utrecht, 1966
- J. Kamerbeek: De poëzie van J.C. Bloem in Europees perspectief. Utrecht, 1967

## Publicaties over Jan Kamerbeek jr.
- Willem Otterspeer: Leven en werk van J. Kamerbeek jr. In: Nexus 5, 1993
- Peter van Zonneveld: Levensbericht van Jan Kamerbeek jr. In: Jaarboek van de Maatschappij Nederlandsche Letterkunde, 1977-1978
- J.C. Brandt Corstius: Herdenking van Jan Kamerbeek. In: Jaarboek van de Koninklijke Nederlandse Akademie van Wetenschappen, 1977
- Comparative poetics / Poétique comparative / Vergleichende Poetik. In honour of Jan Kamerbeek Jr.. Ed. by D.W. Fokkema, Elrud Kunne-Ibsch and A.J.A. van Zoest. Liber Amicorum. Amsterdam, 1975. ISBN 90-6203-279-6